# Grole
Grole (Le Grole in dialetto alto mantovano) è una frazione del comune di Castiglione delle Stiviere, ubicata a est del capoluogo, al confine col comune di Solferino in provincia di Mantova.

## Origini del nome
Il nome di Grole deriva dal latino graculus, cornacchia.

## Storia
Il nome di questa località è ricordato per essere stato teatro delle prime ore della Battaglia di Solferino del 24 giugno 1859. Intorno alle 4:30-5:00 del mattino le avanguardie del I Corpo d'Armata francese, comandato dal maresciallo Baraguey d'Hilliers, presero contatto con avanguardie delle truppe austriache del V Corpo d'Armata, guidato dal feldmaresciallo Stadion, nei pressi di Grole in territorio di Castiglione delle Stiviere: lo scontro nella zona di Grole, e in particolare sulle colline moreniche circondanti la frazione, fu molto accanito e durò all'incirca fino alle 7:30, fino a quando le avanguardie dei due comandanti austriaci non si ritirarono verso Solferino.
Durante la battaglia di Solferino la popolazione di Grole curò i feriti nelle case e anche nella Chiesa di Santa Giulia.

## Bibliografia

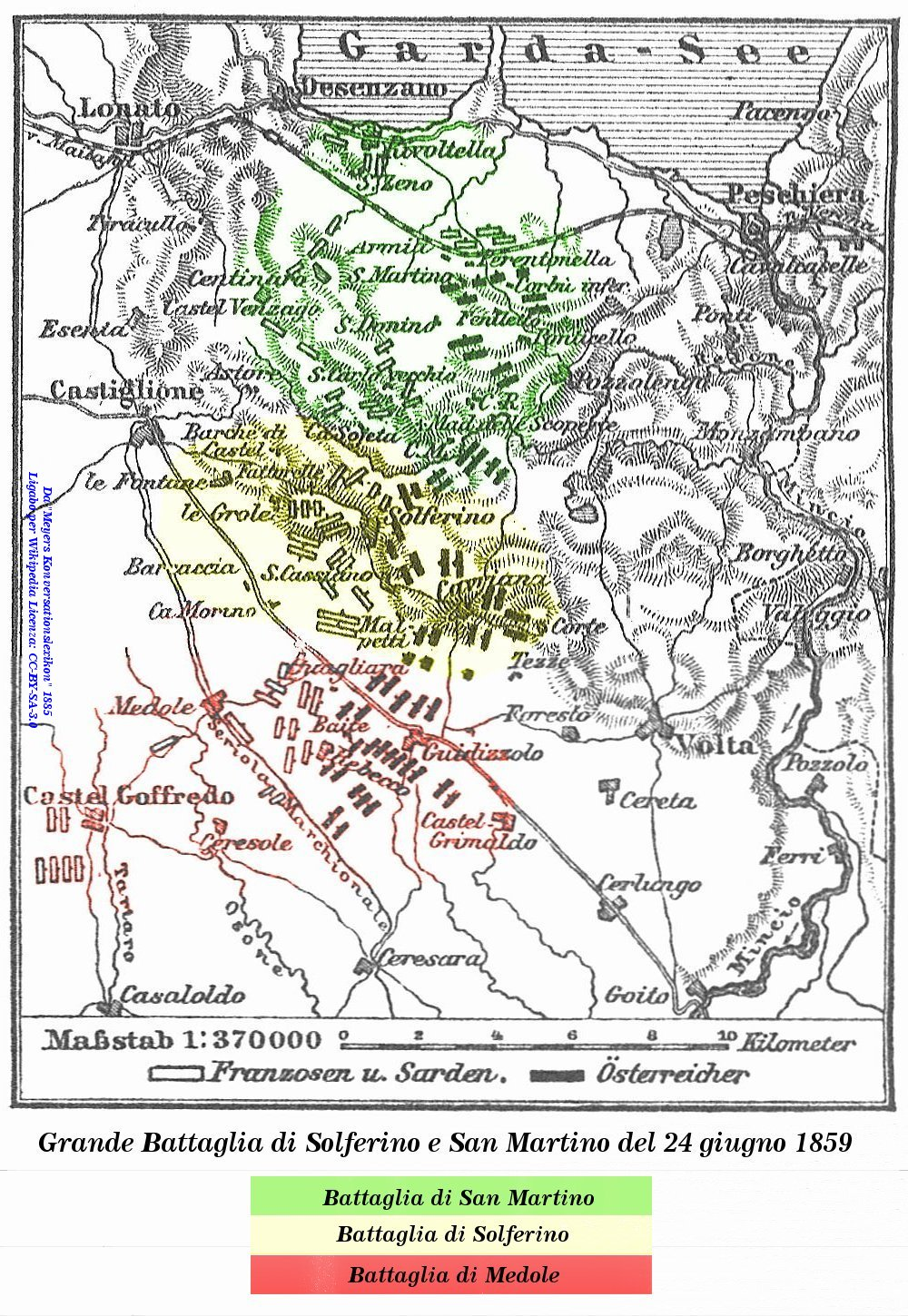
Piano della battaglia di Solferino e San Martino

## Monumenti e luoghi d'interesse

### Architetture religiose
- Chiesa di Santa Giulia